# Roper (Karolina Północna)
Roper – miasto w Stanach Zjednoczonych, w stanie Karolina Północna, w hrabstwie Washington.